# Oruda
Oruda je nenaseljeni otočić u hrvatskom dijelu Jadranskog mora.
Njegova površina iznosi 0,406 km². Dužina obalne crte iznosi 3,02 km.